# Bundesministerium für Handel und Wiederaufbau
Bundesministerium für Handel und Wiederaufbau (BMHW) war der langjährige Ressortname des österreichischen Wirtschaftsministeriums zwischen 1945 und 1966.

## Wiederaufbau
Der Wiederaufbau nach dem Zweiten Weltkrieg war eine der Hauptaufgaben in den Ländern Mitteleuropas und konnte in Österreich erst Anfang der 1960er Jahre abgeschlossen werden, da das Land während der Besatzungszeit und bis zum Staatsvertrag (1955) nicht seine volle Souveränität hatte.

## Handel

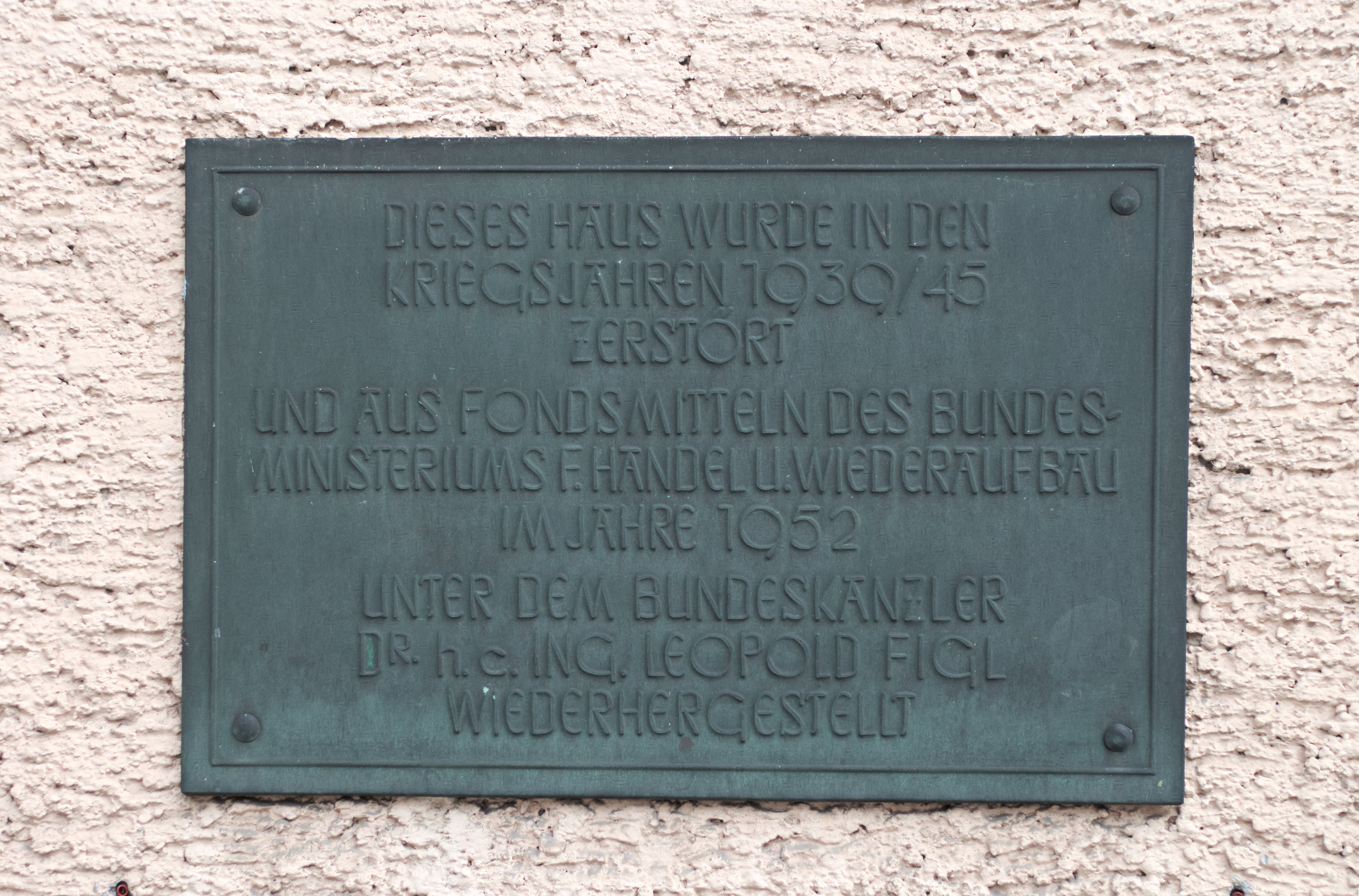
Gedenktafel an einem aus Fondsmitteln des Bundesministeriums wiederaufgebauten Wohnhauses in Salzburg

Die Politik des Wirtschaftsressorts prägte der langjähriger Handelsminister Fritz Bock, der vor seinem Ministeramt (1956 bis 1968) schon vier Jahre als Staatssekretär unter Julius Raab die Agenden bearbeitet hatte. Ein wesentliches Mittel für den Wiederaufbau war der Wohnhaus-Wiederaufbau-Fonds insbesondere für Wien, wo teilweise die Hälfte der Gebäude zerstört war. Ein zweiter wichtiger Aufgabenbereich war der Autobahnbau, der angesichts von 340.000 Arbeitslosen auch als wichtiges Programm zur Arbeitsbeschaffung diente. Er war unter Hitler begonnen worden, dann aber kriegsbedingt im Bereich Oberösterreichs (Industriestadt Linz) steckengeblieben.

## „Deutsches Eigentum“
Das dritte Hauptthema des Ministeriums war das „Deutsche Eigentum“, das in der sowjetischen Besatzungszone in Wien und Niederösterreich unter strikter russischer Kontrolle stand (siehe USIA) und an Ausblutung durch Abtransporte und die hohen Reparationen litt. Für die Sowjets, die ebenso wie die anderen drei Großmächte das Land 1955 freigaben, hatte seinerzeit schon eine 10%ige deutsche Beteiligung gereicht, um einen Betrieb als „Deutsches Eigentum“ zu requirieren. Im Westen Österreichs hatte man dieses Problem durch die Verstaatlichung – im Konsens von ÖVP und SPÖ mit den westlichen Besatzungsmächten – regeln können.
Dennoch dauerte es bis weit in die siebziger Jahre, bis dieser gesamte, wirtschaftspolitisch vitale Bereich abgewickelt war. 1978 wurde die letzte öffentliche Verwaltung eines Betriebes aufgelöst. Dabei kam es zu einigen Skurrilitäten, etwa bei großen Besitztümern des Königshauses Hannover, das schon seit dem Deutschen Krieg 1866 in Österreich Exil hatte. Sie gingen über (verständlicherweise) „Deutsches Eigentum“ 1945 an die Sowjets und schließlich an die damalige griechische Königin.

## Aufteilung
Das Ministerium für „Handel und Wiederaufbau“ wurde schließlich 1966 – dem Jahr, als die Große Koalition zerfiel – in Bundesministerium für Handel, Gewerbe und Industrie umbenannt. Das Bauwesen, dass sich zunehmend auf Neubauten konzentrieren konnte, wurde als „Bundesministerium für Bauten und Technik“ ein eigenes Ministerium und bestand bis 1987.
Der Begriff „Wiederaufbau“ ist heute aus dem politischen Sprachschatz verschwunden, einige Agenden überleben aber noch in Form der ERP-Kredite („Angelegenheiten des Wiederaufbaues der durch die Kriegsereignisse zerstörten Bauten“ sind aber kurioserweise noch im heute geltenden Bundesministeriengesetz als Aufgaben des Bundesministeriums für Wirtschaft, Jugend und Familie angeführt).
Die beiden Ministerien selbst wurden 1987 wieder im nunmehrigen Bundesministerium für wirtschaftliche Angelegenheiten vereinigt, das ab 2000 – der österreichischen „Wende“ unter Wolfgang Schüssel – und weiterhin unter der Koalitionsregierung Gusenbauer den Namen „Bundesministerium für Wirtschaft und Arbeit“ trug, jedoch 2000 vor allem die Angelegenheiten des Straßenbaus an das Bundesministerium für Verkehr, Innovation und Technologie abgab. Heute ist für Wirtschaftsfragen das Bundesministerium für Wirtschaft, Energie und Tourismus zuständig.